# Fliegerführer Atlantik
Fliegerführer Atlantik (em português: Comando de Aviação do Atlântico) foi um comando da Luftwaffe durante a Segunda Guerra Mundial que se dedicou à realização de operações no teatro de guerra da Batalha do Atlântico.
No começo da Segunda Guerra Mundial, em Setembro de 1939, a Luftwaffe era uma força aérea eficaz no cumprimento das suas missões, e contribuiu substancialmente para o sucesso das campanhas da Wehrmacht. Entre as duas guerras mundiais o alto comando militar alemão não realizou esforços para desenvolver a aviação naval. Assim, existia uma falta de aeronaves navais com as capacidades necessárias para varrer os mares em conjunto com a Kriegsmarine, tanto em missões de patrulha, abastecimento ou ataque contra embarcações aliadas. Em 1940, a Wehrmacht ocupava uma boa parte da Europa Ocidental e da Escandinávia. A Kriegsmarine e o seu comandante-em-chefe Erich Raeder viam isto como uma oportunidade para destruir as comunicações marítimas do Reino Unido, o último inimigo capaz de rivalizar contra os alemães. Eventualmente, depois de alguma disputa, a Kriegsmarine recebeu um comando de aviação denominado Fliegerführer Atlantik, que realizaria missões de interdição e reconhecimento.
Em Fevereiro de 1941, o Oberkommando der Luftwaffe (OKL) recebeu uma ordem de Adolf Hitler para formar um comando de aviação naval para apoiar as operações dos submarinos da Kriegsmarine na Batalha do Atlântico. Embora relutante, o comandante-em-chefe da Luftwaffe, Hermann Göring, concordou com a formação de um comando de aviação especializado em operações navais que permaneceria sob o controlo operacional da Luftwaffe. Este comando ficou subordinado à Luftflotte 3, comandada então por Hugo Sperrle. O comando tinha jurisdição sob todas as operações da Luftwaffe no Atlântico e apoiava os ataques da marinha contra embarcações aliadas no Oceano Atlântico, no Canal da Mancha e no Mar da Irlanda. O primeiro comandante deste comando foi Martin Harlinghausen.
O comando empenhou-se em várias operações e alcançou um sucesso considerável em 1941, aumentando as baixas dos comboios marítimos britânicos. O primeiro-ministro Winston Churchill referiu-se então ao Fliegerführer Atlantik e à sua principal arma de guerra, o Focke-Wulf Fw 200, como "o flagelo do Atlântico". Ainda assim, no final do ano de 1941 as contra-medidas aliadas criavam um ambiente cada vez mais difícil para as aeronaves de longo-alcance alemãs. As batalhas no Atlântico intensificaram-se em 1942 e em 1943 o comando solicitou incessantemente mais aeronaves e tripulações. Completamente envolvida em outras operações e em diversas frentes de guerra, a Luftwaffe não se podia dar ao luxo de enviar recursos para operações no Atlântico.
Por volta de 1944 o Fliegerführer Atlantik agiu meramente como uma força de protecção aérea para os submarinos no Golfo da Biscaia, contra o seu inimigo operacional, o Comando Costeiro da RAF. Por volta de Agosto de 1944 o Fliegerführer Atlantik e os submarinos já havia deixado de ser uma força eficaz. As aeronaves navais alemãs ainda realizaram alguns ataques aquando da Invasão da Normandia, contudo em Setembro o comando foi dissolvido, quando a frente alemã em França colapsou.